# Willumsen (dokumentarfilm)
 For alternative betydninger, se Willumsen. (Se også artikler, som begynder med Willumsen)
Willumsen er en dansk dokumentarisk optagelse fra 1947.

## Handling
Optagelser af J.F. Willumsen (1863-1958). Willumsen betragter sammen med sin samlever Michelle Bourret (1900-1989) nogle af sine kunstgenstande. Dernæst ses kunstneren i sit atelier under arbejdet på en stor statue samt et mandehoved. Den lille film er produceret af Politiken Film i 1947, da Willumsen var i Danmark i forbindelse med planerne om et museum for hans samlinger. Det er hans private kunstsamling ”Gamle Samling” han fremviser på filmen; optaget på Charlottenborg i København.

## Medvirkende
- J.F. Willumsen